# Əbülfəz Elçibəy

Əbülfəz Elçibəy

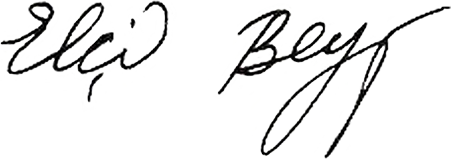
Unterschrift von Əbülfəz Elçibəy

Əbülfəz Qədirqulu oğlu Elçibəy (alternative aserbaidschanische Schreibweise Äbülfäz Qädirqulu oğlu Elçibäy; eigentlich Əbülfəz Qədirqulu oğlu Əliyev bzw. Äbülfäz Qädirqulu oğlu Äliyev; russ. Абульфаз Эльчибей/Abulfas Eltschibei; deutsch meist auch Abulfas Eltschibej; * 24. Juni 1938 in Kalaki, Rayon Ordubad, Aserbaidschanische SSR; † 22. August 2000 in Ankara) war ein aserbaidschanischer Politiker. Von 1992 bis 1993 war er der erste und einzige demokratisch gewählte Staatspräsident Aserbaidschans.

## Leben
Elçibəy wurde als Sohn eines Hirten in der aserbaidschanischen Enklave Nachitschewan geboren. Sein Vater fiel 1941 im Zweiten Weltkrieg. Mit dem Beginn seiner antikommunistischen Aktivitäten änderte er seinen russifizierten Familiennamen Əliyev in Elçibəy.
Nach dem Abschluss des Gymnasiums in Ordubad studierte Elçibəy von 1957 bis 1963 Arabistik und Orientalistik an der Staatlichen Universität Baku. Nachdem er sich 1964 in Ägypten während eines Einsatzes als Dolmetscher im Rahmen der sowjetischen Hilfe für den Bau des Assuan-Staudamms kritisch über die Sowjetunion und ihre Gesellschaftsordnung geäußert hatte, waren ihm weitere Auslandseinsätze verwehrt. 1969 promovierte er am historischen Institut der Staatlichen Universität Baku mit einer Arbeit über die Tuluniden. Ende der 1970er-Jahre wurde er interniert. Grund dafür war „antisowjetische Propaganda“, nachdem er russlandkritische Diskussionen mit seinen Studenten geführt hatte. Elçibəy bezeichnete das Leben der Aserbaidschaner in der Sowjetunion als Okkupation.
Er trug an der geschichtswissenschaftlichen Fakultät über die Erste Republik (1918–1920) vor und erzählte über Məhəmməd Əmin Rəsulzadə, den ersten aserbaidschanischen Staatschef, der sich nach der sowjetischen Eroberung Aserbaidschans im April 1920 ins polnische Exil begab. Elçibəy selbst wurde verhaftet und blieb zwei Jahre lang im Gefängnis. Nach der Freilassung wurde ihm das Lehrrecht entzogen. So arbeitete Elçibəy weiter an der Akademie der Wissenschaften in Baku, im Institut für Alte Schriften.
Elçibəy spezialisierte sich im Bereich der mittelalterlichen arabischen Geschichte. Neben seiner Muttersprache Aserbaidschanisch sprach er fließend Arabisch, Osmanisch und Türkisch. Ende der 1980er-Jahre wurde Elçibəy zum Anführer der aserbaidschanischen Befreiungsbewegung, die sich um die Volksfront Aserbaidschans formierte.
Vom 7. Juni 1992 bis zum 25. Juni 1993 war Elçibəy Staatspräsident Aserbaidschans, nachdem er in den ersten demokratischen Wahlen nach der Unabhängigkeit 59 % der Stimmen erhalten hatte. Unter seiner Führung schloss Aserbaidschan ein Freundschaftsabkommen mit der Türkei und trat im Oktober 1992 aus der GUS (Gemeinschaft unabhängiger Staaten) aus. Nach Elçibəys Sturz wurde Aserbaidschan im September 1993 jedoch erneut Mitglied der GUS. Ebenso setzte Elçibəy den Abzug der russischen Truppen aus Aserbaidschan durch. Während seiner Präsidentschaft wurde in Aserbaidschan das kyrillische Alphabet durch das lateinische Alphabet ersetzt.
Aufgrund der Niederlagen im Bergkarabachkonflikt wurde er 1993 während einer Militärrevolte gestürzt und durch den ehemaligen Chef der Aserbaidschanischen Kommunistischen Partei und damaligen Chef der Partei Yeni Azərbaycan, Heydər Əliyev, ersetzt.
Elçibəy wollte 1998 bei den Präsidentschaftswahlen zunächst gegen den inzwischen autokratisch herrschenden Əliyev antreten. Die Opposition verzichtete jedoch letztlich aufgrund mangelnder Aussichten auf eine Teilnahme, nachdem Əliyev oppositionelle Kundgebungen mit Gewalt hatte auflösen lassen. Elçibəy verstarb in einem Krankenhaus in Ankara an einem Prostatakrebsleiden. Präsident Əliyev ließ ihn in Baku mit einem Staatsbegräbnis beisetzen.